# Gustaf Skördeman
Patrik Bengt Gustaf Skördeman (* 1965 in Kalix, Schweden) ist ein schwedischer Autor, Drehbuchschreiber, Regisseur und Filmproduzent. Dem internationalen Publikum wurde er durch seinen Debütroman Geiger bekannt, der auf Anhieb in 20 Sprachen übersetzt wurde.

## Leben
Gustaf Skördeman wurde in Nordschweden geboren und war lange Jahre in der Filmbranche tätig, wo er vor allem Drehbücher schrieb, unter anderem für die auch in Deutschland beliebte Serie Mord im Mittsommer (Morden i sandham). Darüber hinaus führte er Regie und produzierte. Des Weiteren kam er auf einige kleinere Auftritte als Schauspieler.
Er lebt mit seiner Frau und zwei Kindern in Stockholm.

## Werke/Schriften
- 2021: Geiger. Thriller. Aus dem Schwedischen von Thorsten Alms. Lübbe, Köln 2021, ISBN 978-3-7857-2737-9.
- 2022: Faust. Thriller. Aus dem Schwedischen von Thorsten Alms. Lübbe, Köln 2022, ISBN 978-3-7857-2797-3.
- 2023: Wagner. Thriller. Aus dem Schwedischen von Thorsten Alms. Lübbe, Köln 2023, ISBN  978-3-7857-2850-5.